# Guinea
Guinea [giˈneːa] (hivatalosan Guineai Köztársaság; franciául: République de Guinée) nyugat-afrikai állam, fővárosa Conakry. Nyugatról Bissau-Guinea, északról Szenegál, északkeletről Mali, keletről Elefántcsontpart, délről Sierra Leone és Libéria, délnyugatról pedig a Atlanti-óceán határolja. A fővárosa, Conakry után néha Guinea-Conakrynak is nevezik, hogy megkülönböztessék a kontinens más, hasonló nevű területeitől, mint például Bissau-Guinea és Egyenlítői-Guinea.
Bár a francia a hivatalos nyelve, a lakosság több mint 24 őshonos nyelvet beszél. A társadalom etnikailag sokszínű, a legnagyobb csoportok a fulbék, a malinkék és a szuszuk. A muszlimok a lakosság zömét adják. A 2014-es Ebola-járvány kitörésének a középpontjában volt.
Guineában magas a korrupció, továbbra is gondot okoznak az etnikai konfliktusok, az emberi jogok folyamatos megsértése, az infrastruktúra hiánya és a politikai instabilitás. A függetlenség óta már több államcsíny is volt (legutoljára 2021-ben).
Rendkívül gazdag ásványkincsekben és természeti erőforrásokban, például bauxitban, aranyban és gyémántban, de a dinamikus gazdasági növekedés ellenére az ország alacsony életszínvonalú maradt és a 2020-as évek elején a lakosság több mint 66%-a szegény, 16%-a pedig mélyszegénységben él.
Az ország többek között az Afrikai Unió, a ECOWAS (felfüggesztve), a Frankofónia, az OIC és az ENSZ tagja.

## Természeti földrajza

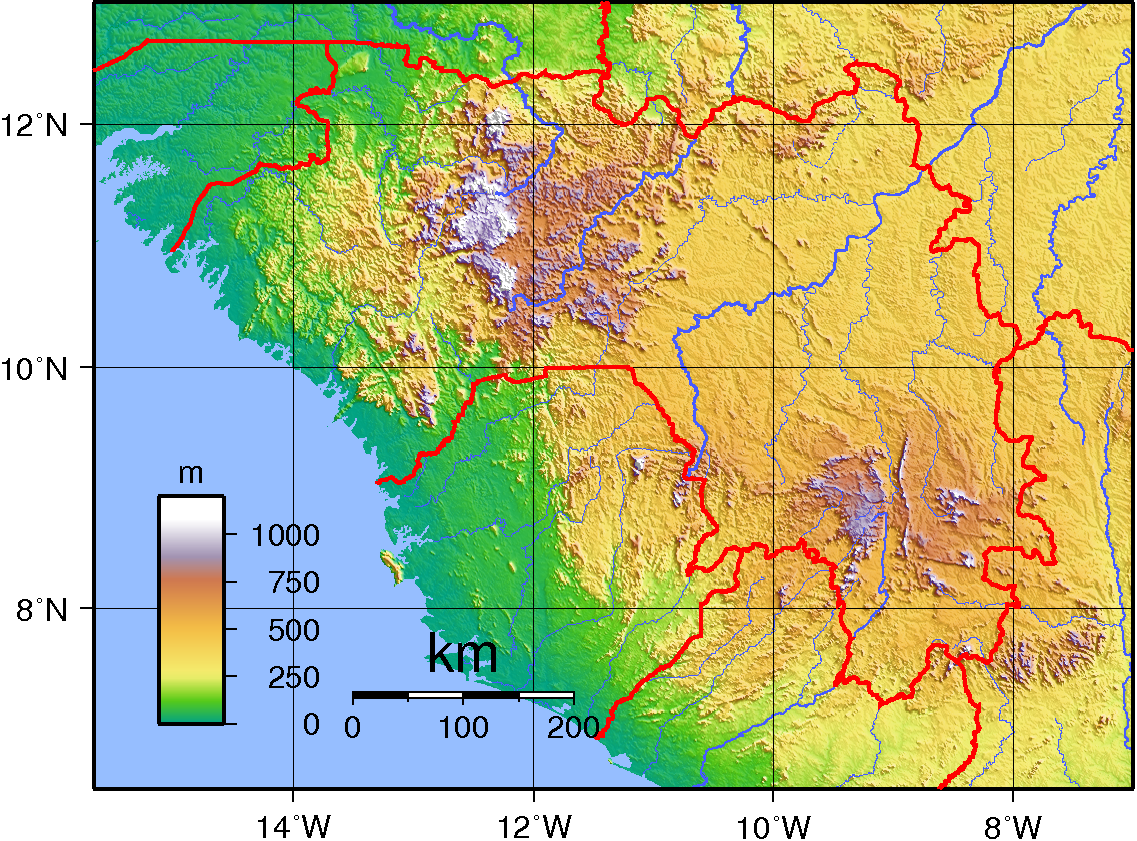
Guinea domborzati térképe

### Fekvése
Északról Szenegál és Mali, keletről Elefántcsontpart, délről Libéria és Sierra Leone, délnyugatról az Atlanti-óceán és nyugatról Bissau-Guinea határolja. Tengerpartja 320 km hosszú, szárazföldi határa 4046 km.

### Domborzata
Az ország nyugati felében emelkedik a Futa Djalon hegység. Legmagasabb pontja, a Nimba-hegy 1752 m magas. A hegységtől nyugatra széles parti síkság alakult ki. A Futa Djalontól északkeletre eső vidék a Száhel-övezet része, tőle délkeletre pedig trópusi erdőségek burjánoznak alacsony dombvidéken.

### Vízrajza
Guinea hegyeiben ered a Niger, a Gambia és a Szenegál. Számos folyó fut nyugatnak a tengerbe Sierra Leone és Elefántcsontpart hegyvidékeiről. A tengerpartot lagúnák szegélyezik.

### Éghajlata
Az éghajlata trópusi. A csapadék mennyisége délnyugatról északkelet felé csökken. Futa Djalon hegyvidéke némileg hűvösebb, mint az alacsonyabban fekvő területek.
Guinea az egyik olyan ország Nyugat-Afrikában, amelyik a legtöbb éves csapadékot kapja. Conakryban például az éves csapadékmennyiség eléri a 4000 mm-t, aminek a fele júliusban és augusztusban hullik. A középső, hegyes régió mintegy 2000 mm esőt kap, ami június és október között oszlik el.
A hőmérséklet a tengerpart közelében átlagosan 30 °C. A hegyes területeken télen, éjszaka előfordul, hogy a hőmérséklet 10 °C-ig csökken.

### Élővilága, természetvédelme

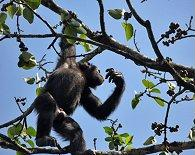
Nyugat-afrikai csimpánz

Az eredeti növénytakaró különböző erdőkből állt. A délnyugati esőerdőket fokozatosan váltották fel az egyre szárazabb erdőtípusok az északkeleti szavannákig. Ezt a környezetet a földművelés kiterjedése, az erdőirtás és helyenként a bányászat fenyegeti. Ma már csak az ország DK-i részén maradtak fenn az egykori esőerdők maradványai. A tengerpartot mangrove-mocsárerdők szegélyezik.

#### Nemzeti parkjai
- Felső-Niger Nemzeti Park (Haut Niger National Park) - 6000 km² erdő és szavanna Guinea északkeleti részén.
- Niokolo-Badiar Nemzeti Park.

#### Természeti világörökségei
Elefántcsontparttal közös természeti világöröksége a Nimba-hegy Természeti Rezervátum, az ország legmagasabb hegycsúcsának környéke.

## Történelem
A mai Guinea területén már az őskorban is éltek emberek, akiket főként vadászó-gyűjtögető életmód jellemzett, majd azt követően mezőgazdasági közösségek alakultak ki.
A 13. század elején Guinea a Ghánai Birodalom része volt, amely a mai Malit és Mauritániát is érintette. Ezek a birodalmak az arany-, só- és rabszolga-kereskedelem központjai voltak, különösen a 13. és 16. század között. Az iszlám a 11. századtól kezdve jelent meg a régióban, és mélyen befolyásolta a helyi kultúrát és politikát. A 15. században érkezett meg az első európai a Conakry előtt található szigetre és innentől kezdve európai kereskedők, különösen portugálok érkeztek a guineai partvidékre, hogy részt vegyenek az arany- és rabszolga-kereskedelemben. A portugálok a szigetet „Ilhos dos Idolos”-nak hívták, ami isteni szigetet jelent. A mai francia neve: „Îles de Loos”.
1850-ben érkeztek ide a franciák, akik rögtön megalakították a francia kolóniákat és a 19. század második felében Franciaország elkezdte megszilárdítani hatalmát a területen. Guinea 1891-ben hivatalosan is francia gyarmat lett, amelyet Francia Nyugat-Afrika részeként igazgattak.

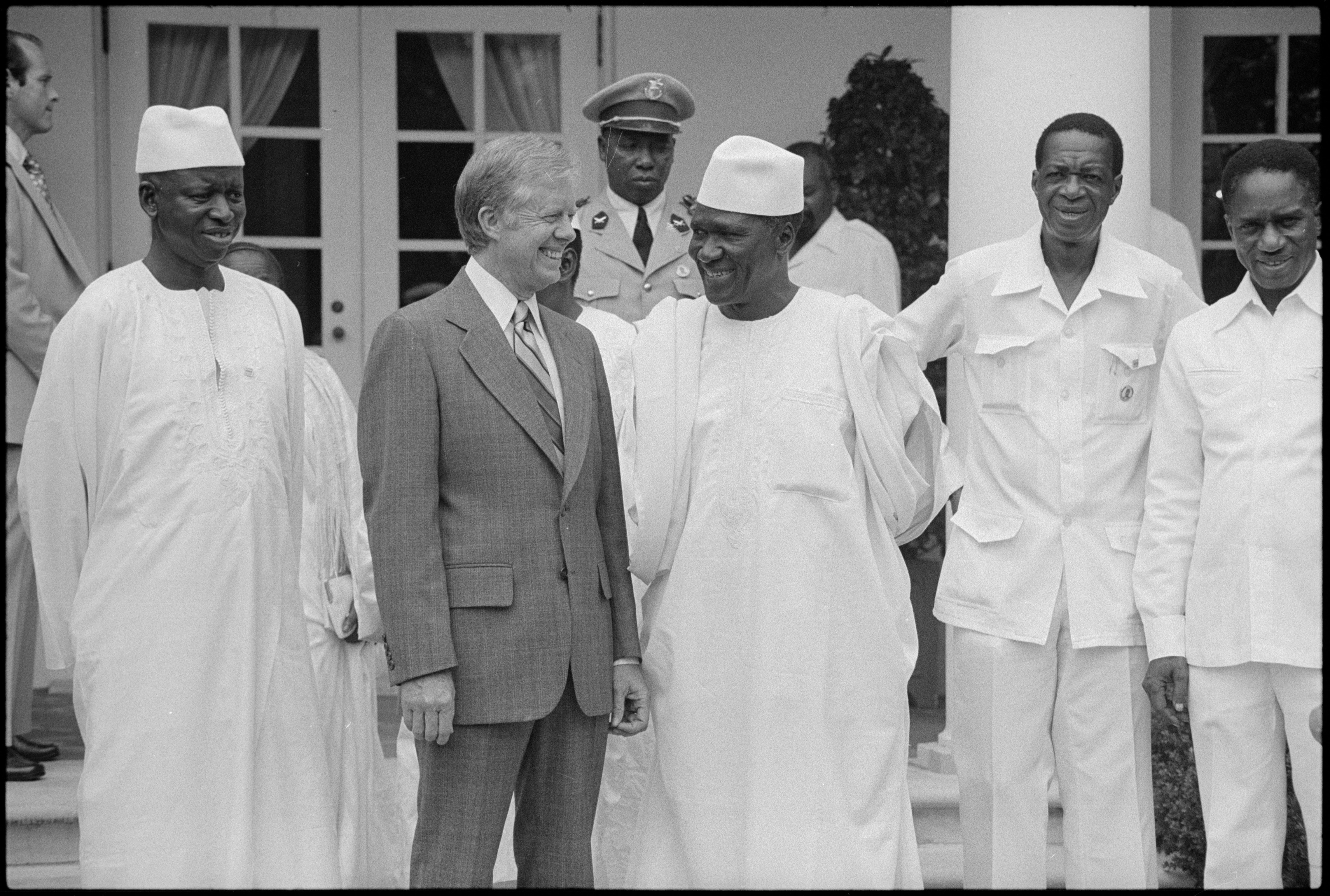
Jimmy Carter amerikai elnök Sékou Touré államfőt fogadja a Fehér Ház kertjében 1979-ben

Guinea volt az első francia gyarmat, amely 1958-ban elutasította a francia fennhatóságot, amikor a népszavazáson a függetlenségre szavaztak. Ennek következményeként Franciaország gazdasági szankciókkal sújtotta az országot. Sékou Touré lett Guinea első elnöke. Az ő kormányzása alatt számos gazdasági és politikai nehézséggel küzdött az ország, miközben autoriter rendszer alakult ki. A gazdasági irányítást az állam vette magához és a kelet-európai, illetve kelet-afrikai példákhoz hasonlóan szocialista gazdaság építésébe kezdett, amelyet a Szovjetunióval és más kommunista országokkal való szoros kapcsolatok jellemeztek. A piacgazdasági átmenet az 1980-as években kezdődött meg. Sékou Touré halála után Lansana Conté került hatalomra, aki kezdetben enyhített a szocialista gazdaságpolitikán, de szintén autoriter vezetőként irányított. A mezőgazdaság erőszakos szövetkezetesítése, illetve az alacsonyan tartott felvásárlási árak miatt az előzőleg jól ellátott ország élelmiszer-behozatalra kényszerült, amin még az újonnan kialakult liberális gazdaságpolitika sem tudott változtatni.
Conté elnök kormányzata ismételten szembekerült a szakszervezetekkel, főleg a közszolgálatban dolgozók szervezeteivel. A szakszervezetek a bérkövetelések mellett a korrupció és a fejetlen kormány miatt tiltakoztak (2006-ban majdnem egy éven át még miniszterelnöke se volt az országnak). A sztrájkok és a tüntetések 2007-ben a polgárháború szélére sodorták az országot, de a külvilág diplomáciai beavatkozása időlegesen elhárította a válság kirobbanását.
Conté halála után Guinea számos katonai puccsot és politikai válságot élt át, beleértve Moussa Dadis Camara rövid, katonai vezetését. 2010-ben Alpha Condé lett az ország első demokratikusan megválasztott elnöke és 2015-ben újraválasztották. Azonban 2020-ban népszavazást tartottak az alkotmány módosításáról, amely lehetővé tette számára, hogy harmadik mandátumért is induljon, ami nagy politikai feszültséget és tüntetéseket váltott ki. Az alkotmánymódosítást és Condé újraválasztását sokan az ország demokratikus fejlődésének visszalépéseként értékelték. A kormányt korrupcióval, autoriter intézkedésekkel és gazdasági nehézségek súlyosbításával vádolták.

### 2021-es államcsíny
2021. szeptember 5-én államcsínyt hajtottak végre az országban. A különleges erők hajnalban behatoltak Conakry főváros kormányzati negyedébe, ahol intenzív lövöldözés tört ki a biztonsági erők és a lázadók között. Az eseményeket a különleges erők (Forces Spéciales) parancsnoka Mamady Doumbouya vezette, aki a puccsot követően átvette az ország irányítását. A katonák elfogták Condét az elnöki palotában, a puccsot vezető Mamady Doumbouya később televíziós beszédben jelentette be a kormány megdöntését és azt is, hogy feloszlatják az alkotmányt, a kormányt és az ország parlamentjét. Hangsúlyozta, hogy a puccs célja a korrupció és a rossz kormányzás elleni küzdelem volt, valamint mindenkit megnyugtatott, hogy nem esik baja a volt elnöknek. A puccsot széles körben elítélték a nemzetközi közösség részéről. Az Afrikai Unió (AU) és az ECOWAS (Nyugat-afrikai Államok Gazdasági Közössége) felfüggesztette Guinea tagságát. Az Egyesült Nemzetek Szervezete (ENSZ) és az Európai Unió is aggodalmát fejezte ki a demokrácia helyzetével kapcsolatban. A puccs vegyes reakciókat váltott ki Guineában. Sokan ünnepelték Condé leváltását, míg mások a katonai uralom veszélyeire figyelmeztettek.
Mamady Doumbouya vezetésével egy átmeneti katonai kormány alakult, amelynek célja az ország stabilizálása volt. A puccs tovább növelte a politikai instabilitást és gazdasági nehézségeket az amúgy is sérülékeny országban. 2021 októberében Doumbouyát hivatalosan is beiktatták átmeneti államfőként.

## Államszervezet és közigazgatás

### Alkotmány, államforma
Az alkotmányt 1991-ben vezették be, az alkotmány szerint Guinea elnöki köztársaság. Az alkotmányon az utolsó módosítást 2001-ben hajtották végre.
2021. december elején Mamady Doumbouya sikeres puccsot hajtott végre Alpha Condé elnök ellen, és katonai diktatúrát vezetett be — hivatalosan az „ideiglenes elnök” címet viseli.

### Törvényhozás, végrehajtás, igazságszolgáltatás
A népi gyűlésben 114 képviselő ül.

### Közigazgatási beosztása

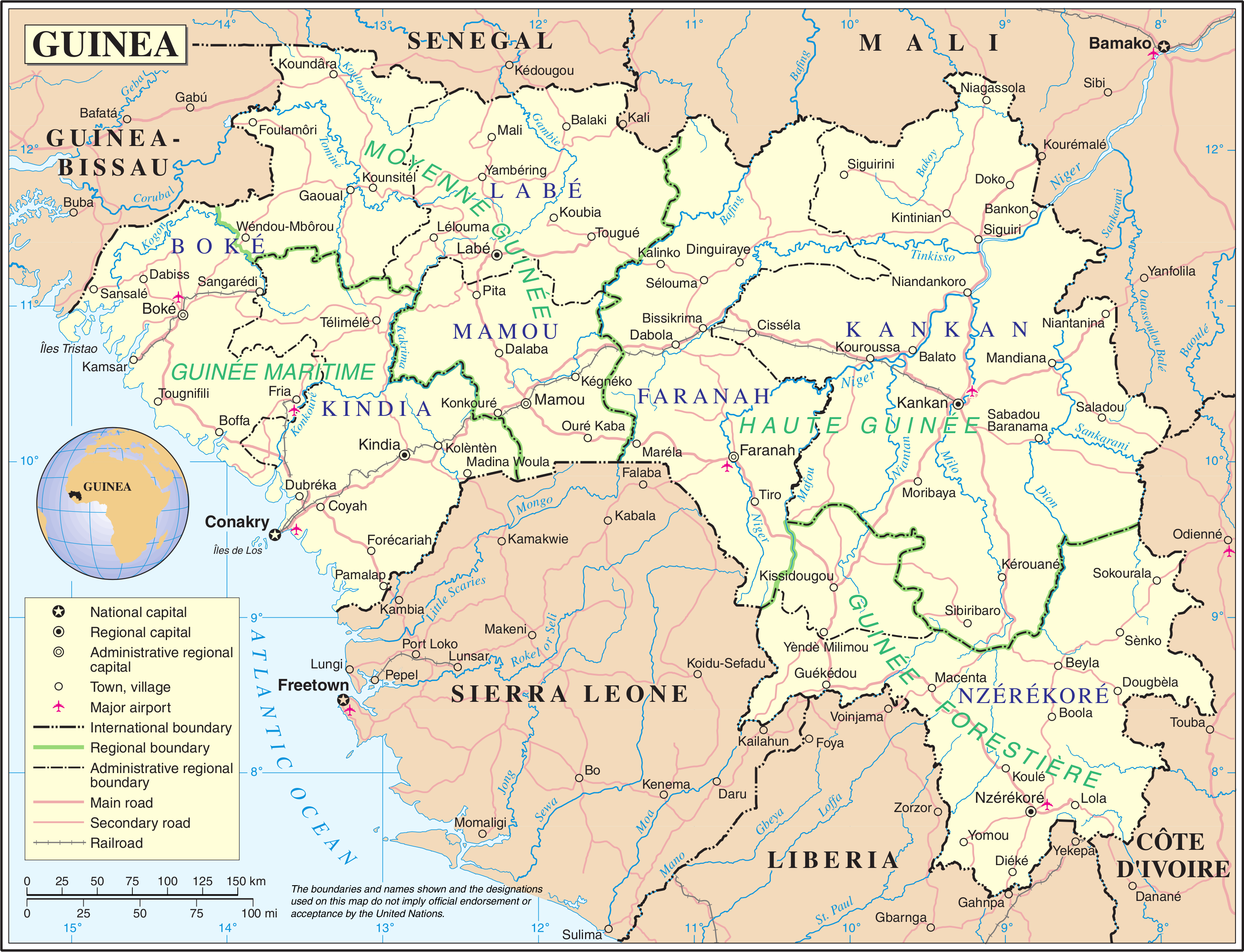
Guinea adminisztratív területei

Régiói
| Guinea régiói | - Boké - Conakry - Faranah - Kankan - Kindia - Labé - Mamou - Nzérékoré |

Prefektúrái
| Guinea prefektúrái | \| 1. Beyla 2. Boffa 3. Boké 4. Conakry 5. Coyah 6. Dabola 7. Dalaba 8. Dinguiraye 9. Dubréka 10. Faranah 11. Forécariah 12. Fria \| 1. Gaoual 2. Guéckédou 3. Kankan 4. Kérouané 5. Kindia 6. Kissidougou 7. Koubia 8. Koundara 9. Kouroussa 10. Labé 11. Lélouma \| 1. Lola 2. Macenta 3. Mali 4. Mamou 5. Mandiana 6. Nzérékoré 7. Pita 8. Siguiri 9. Télimélé 10. Tougué 11. Yomou \| | |
| 1. Beyla 2. Boffa 3. Boké 4. Conakry 5. Coyah 6. Dabola 7. Dalaba 8. Dinguiraye 9. Dubréka 10. Faranah 11. Forécariah 12. Fria | 1. Gaoual 2. Guéckédou 3. Kankan 4. Kérouané 5. Kindia 6. Kissidougou 7. Koubia 8. Koundara 9. Kouroussa 10. Labé 11. Lélouma | 1. Lola 2. Macenta 3. Mali 4. Mamou 5. Mandiana 6. Nzérékoré 7. Pita 8. Siguiri 9. Télimélé 10. Tougué 11. Yomou |

### Politikai pártjai
- de l’Unité et du Progrès (PUP)
- Rassemblement du Peuple Guinéen (RPG)
- Parti du Renouveau et du Progrès (PRP)
- Union pour la Nouvelle République (UNR).

### Az emberi jogok helyzete
Guineában tilos a homoszexualitás, sőt az állam nem tekinti legitim emberi jognak a szexuális irányultságot. Az országban ijesztően magas a női nemiszervek rituális megcsonkításának a mértéke, 2009-ig bezáróan a női lakosság 98%-át metélték körül, nincs olyan etnikai csoport vagy vallás, ami ne gyakorolná ezt.

## Népessége

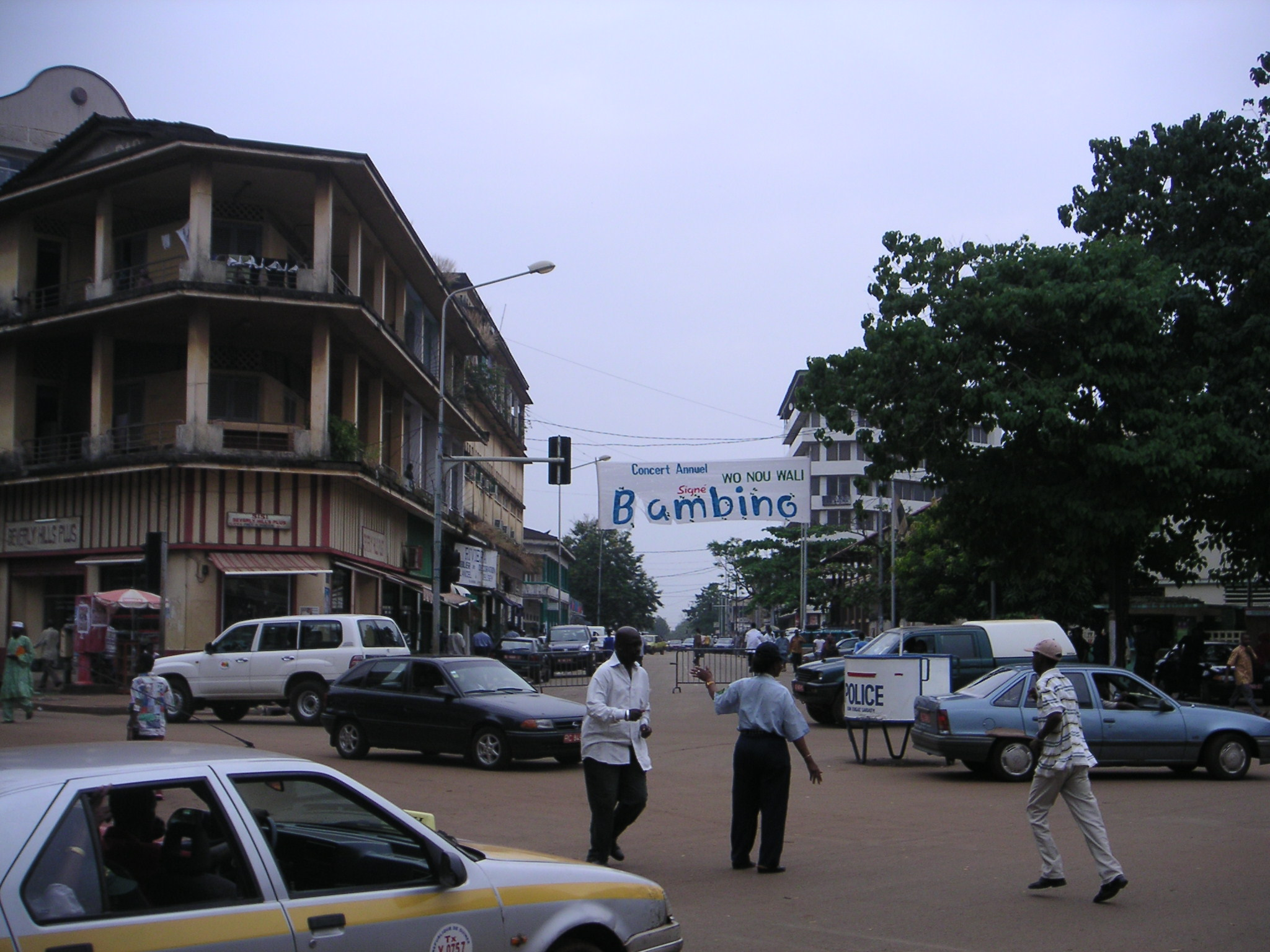
Conakry

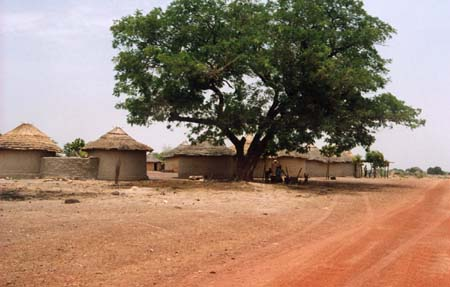
Falu az ország keleti részén

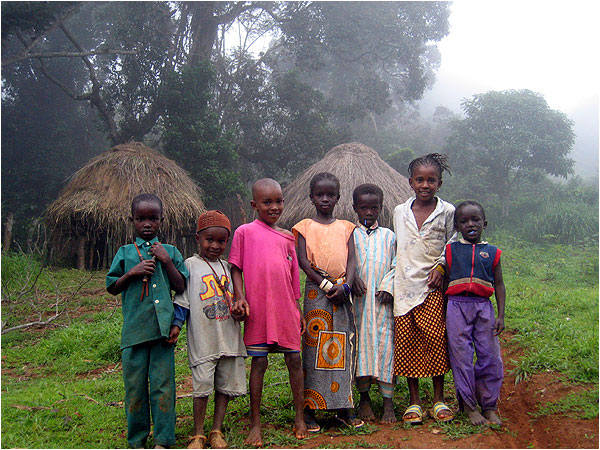
Vidéki gyermekek

### Általános adatok
Az ország lakossága 2017-ben kb. 12,7 millió fő. 2/3-a vidéken, 1/3-a városokban él. A fővároson kívül nincs jelentősebb nagyváros.
A libériai háború idején rengeteg menekült érkezett a városokba.

### Népességének változása
| Lakosok száma | 3 576 684 | 3 944 983 | 4 285 526 | 4 405 432 | 4 925 668 | 6 351 760 | 8 296 478 | 9 204 581 | 10 593 248 | 12 717 176 |
|               | 1960      | 1966      | 1972      | 1978      | 1984      | 1991      | 1997      | 2003      | 2009       | 2017       |

### Etnikai, nyelvi megoszlás
A lakosság 3 fő etnikai csoportra oszlik: fulbe 40%, malinka 30%, szuszu 20%. A többi népcsoport (kpèlè, kissi, toma, baga) a lakosság 10%-át alkotják.
Az ország hivatalos nyelve a francia, de a lakosság egymás között sok más őshonos nyelvet beszél, például a volofot, a mandinkát és más törzsi nyelveket is.

### Vallási megoszlás
A vallási megoszlásról eltérő adatok születtek, ez alapján:
- muszlim (szunnita) kb. 85%
- hagyományos vallású 7-11%
- keresztény 4-8%

A legnagyobb keresztény felekezetek közé tartoznak a római katolikusok, anglikánok, baptisták, hetednapi adventisták és más új vallási mozgalmak. A Jehova Tanúi is aktívak az országban.

## Gazdaság

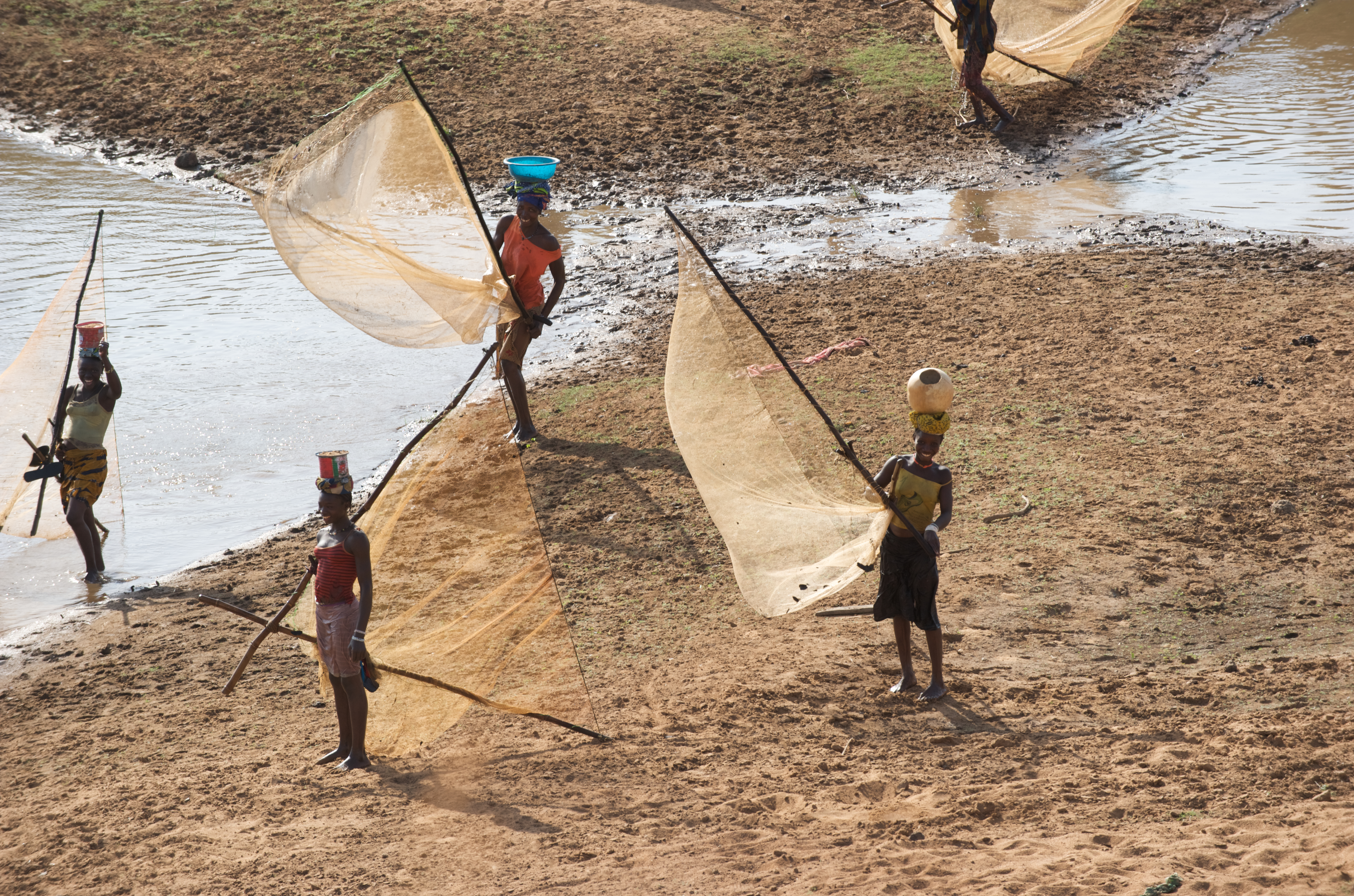
Halászok a Niger folyón

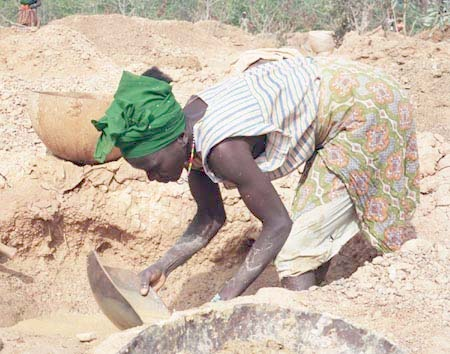
Aranymosó asszony az ország ÉK-i részén (Siguiri prefektúra)

### Általános adatok
Gazdasága: agrárország. Az ország legfontosabb központja a főváros, Conakry, amely az állam külkereskedelmi központja, innen indulnak ki a legfontosabb vasútvonalak.

### Gazdasági ágazatok

#### Mezőgazdaság
A lakosság legnagyobb részének ez az ág jelenti a megélhetést. A nagyon csapadékos partvidéken jellemzőek a rizsföldek, valamint a banán- és olajpálma-ültetvények. A magasabb dombságok lejtőin ananász-, kávé-, és citrusültetvények találhatók. A keleti országrészben már nem folyik árutermelés, az itt termesztett köles és rizs a helyi lakosság ellátását szolgálja. Az állattenyésztés a Niger folyó mentén összpontosul, főleg a szarvasmarha terjedt el.

#### Ipar
Guineában található a világ ismert, jó minőségű bauxitkészleteinek 1/4-e (10 milliárd tonna) és a nagy kitermelésnek köszönhetően második az országok listáján (a kitermelés évi 17 millió tonna). A legnagyobb bányáiból (Boké, Sangaredi, Kindia) vasutak szállítják a bányakincset Kamsar és Conakry kikötőibe, hogy innen Franciaországba, az Európai Unióba, illetve a FÁK országaiba szállítsák.
Friában timföldgyár létesült a kitermelt bauxitra épülve. Az állam hatalmas és eddig kihasználatlan vízenergia készletére idővel hatalmas alumíniumipari vertikumok települhetnek.
Tervezik a keleti határ mentén található hematitkészlet kiaknázását is, ehhez azonban még nincs kiépített infrastruktúra (meg kell építeni egy vasútvonalat Buchanan kikötőjéhez).

#### Kereskedelem
- Exporttermékek: bauxit, alumínium, arany, gyémánt, kávé, hal, mezőgazdasági termékek
- Importtermékek: olajtermékek, fémek, műszaki felszerelések és alkatrészek, közlekedési eszközök, textil, vetőmag és általános élelmiszeripari termékek
- Főbb kereskedelmi partnerek: Franciaország, Belgium, USA, Elefántcsontpart, Oroszország

#### Az országra jellemző egyéb ágazatok
A folyók mentén halászatból is meg tudnak élni az emberek.

## Közlekedés

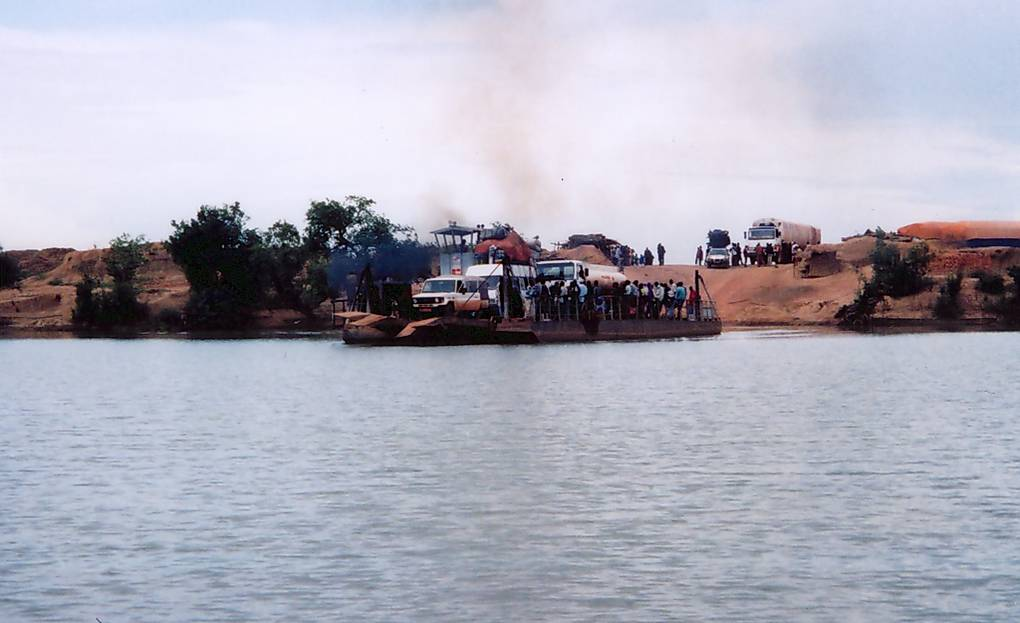
Komp a Niger folyón

### Vasút
A 20. század elején megindult a vasúti közlekedés. Az országban 1086 km a vasútvonalak hossza. A legfontosabb vasúti vonal Conakry és Kankan között húzódik.

### Közút
A közutak hossza 44 301 km (2018), ebből csak 3346 km szilárd burkolatú.

### Légi út
Az országban 4 szilárd burkolatú repülőtér található. A négy repülőtér közül csak egynek van 3047 m-nél hosszabb kifutópályája, ez a Conakry-Gbessia nemzetközi repülőtér, 3286 m hosszú kifutópályával.

### Vízi út
Két tengeri kikötője van, Conakry és Kamsar. Kamsarból a szomszédos Bissau-ba közlekedik tengerjáró hajó, menetrend nélkül. A távolság légvonalban mintegy 172 km. A hajónak megállója van az alábbi köztes kikötőkben: Cacine és Kamkhonde.
Belföldön 1300 km vízi út hajózható, sekély merülésű vízi járművel a Niger folyó északi területén (2011). Siguiri és Bamako (Mali) között létezik rendszeres hajóközlekedés az esős évszakban, heti gyakorisággal. A folyón lefelé egy napig tart az utazás, felfelé haladva két napig.

### Összeköttetés
Közúti összeköttetés más országokban fekvő városokkal: Abidjan (Elefántcsontpart), Accra (Ghána), Bamako (Mali), Banjul (Gambia), Bissau (Bissau-Guinea), Dakar (Szenegál), Freetown (Sierra Leone), Niamey (Niger), Praia (Zöld-foki Köztársaság, Cape Verde).

## Telekommunikáció
| Hívójel prefix | 3X |
| ITU zóna       | 46 |
| CQ zóna        | 35 |

## Kultúra

### Oktatás
Az országban 2 egyetem működik: Conakryban és Kankanban.
Az országban magas az analfabéták aránya. 2010-ben a becslések szerint a felnőttek 41%-a volt csak írástudó (a férfiak 52%-a és a nők 30%-a).

### Művészetek
Sekou Touré a hagyományos zenét támogatta és mai is nagyon sikeres. Híres táncegyüttesek a  „Ballet Africain” és „Ballet Djoliba”. Ők már Európában is felléptek. A „Les Amazones de Guinée” női tánc- és zenekar is ismert együttes az országban. A guineai Mory Kanté ismert popdala a Yé ké yé ké (vagy Yéké yéké), mely 1987-ben jelent meg.

### Hagyományok
Guineában az egyik legmagasabb a női körülmetélések aránya a világon. A nők túlnyomó zömén elvégeztek ilyen beavatkozást.
Igen magas a gyermekházasságok aránya.

### Gasztronómia
A Nyugat-Afrikában elterjedt fufu tészta erre is honos. A helyiek fou fou-nak nevezik. A kukorica a legfőbb táplálék, de régiónként eltérő módon használják fel. További fő összetevő a tápióka és annak levelei.
Vidéken nagy adagokban fogyasztják el az ételt kézzel. A desszertek ritkák. Bizonyos ételek a tengerentúlon nagyon népszerűek; több guineai étterem található New Yorkban.
Gyömbérből és hibiszkuszból sört főznek, illetve a nem-muszlim régiókban pálmabort is isznak.

### Hírközlés
Az országban egyetlen tévécsatorna van, az RTG, ami állami tulajdonban van. Sok sportműsort és beszélgetős műsort sugároz.
A BBC World Service rádió francia nyelven sugároz az URH FM-sávban, rövidhullámon pedig angolul.

## Turizmus
Vízumot kötelező beszerezni a beutazás előtt, ez alól mentességet kapnak az Economic Community of West Africa States (Ecowas) országokból érkezők, valamint Marokkó és Tunézia lakói.
Az ország éghajlata látogatás szempontjából legkedvezőbb novemberben és decemberben, az esőzések után. Az esők a kisebb közlekedési utakat néha járhatatlanná teszik. Ugyanakkor a bőséges csapadék növeli a vízesések vízhozamát, ami még látványosabbá teszi őket. A növényzet ilyenkor dúsabbá válik, és az alacsony felhőzet valamelyest csökkenti a forróságot.

### Javasolt oltások
Javasolt oltások Guineába utazók számára:
- Hastífusz
- Hepatitis A és B (Magas a fertőzésveszély).
- Járványos agyhártyagyulladás
- Sárgaláz

Malária elleni gyógyszer. (Magas a fertőzésveszély).
Javasolt oltás bizonyos területekre utazóknak:
- Kolera
- Veszettség

Kötelező oltás, ha fertőzött országból érkezik/országon át utazik valaki:
- Sárgaláz

## Sport
- Bővebben: Guinea az olimpiai játékokon
- Bővebben: Guineai labdarúgó-válogatott

## Ünnepek
| Dátum         | Elnevezés                              | Helyi név                                           | Megjegyzés |
| ------------- | -------------------------------------- | --------------------------------------------------- | ---------- |
| Január 1.     | Újév                                   | Jour de l’An                                        |            |
| Mozgóünnep    | Húsvéthétfő                            | Lundi de Pâques                                     |            |
| Május 1.      | A munka ünnepe                         | Fête du Travail                                     |            |
| Mozgóünnep    | A böjt megtörésének ünnepe             | Aïd el-Fitr                                         |            |
| Május 25.     | Az Afrikai Egységszervezet évfordulója | Anniversaire de l'Organisation de l'unité africaine |            |
| Mozgóünnep    | Áldozati ünnep                         | Tabaski                                             |            |
| Augusztus 15. | Mária mennybevétele                    | Assomption de Marie                                 |            |
| Október 2.    | Függetlenség napja                     | Fête de l'indépendance                              |            |
| Mozgóünnep    | Maulid                                 | Maouloud                                            |            |
| December 25.  | Karácsony                              | Noël                                                |            |